# Лази (гміна)
Гміна Лази (пол. Gmina Łazy) — місько-сільська гміна у південній Польщі. Належить до Заверцянського повіту Сілезького воєводства.
Станом на 31 грудня 2011 у гміні проживало 16226 осіб.

## Територія
Згідно з даними за 2007 рік площа гміни становила 132.56 км², у тому числі:
- орні землі: 47.00 %
- ліси: 44.00 %

Таким чином, площа гміни становить 13.21 % площі повіту.

## Населення
Станом на 31 грудня 2011:
| Опис     | Загалом | Загалом | Чоловіки | Чоловіки | Жінки | Жінки |
| -------- | ------- | ------- | -------- | -------- | ----- | ----- |
| одиниця  | осіб    | %       | осіб     | %        | осіб  | %     |
| все      | 16226   | 100     | 7872     | 48.51    | 8354  | 51.49 |
| міське   | 7187    | 100     | 3476     | 48.37    | 3711  | 51.63 |
| сільське | 9039    | 100     | 4396     | 48.63    | 4643  | 51.37 |

## Сусідні гміни
Гміна Лази межує з такими гмінами: Заверці, Ключе, Оґродзенець, Поремба, Севеж.